# Піщанка (Самарівський район)
Піща́нка, Піщана Самар — село в Україні, в Самарівському районі Дніпропетровської області. Центр Піщанської сільської громади. Населення за переписом 2001 року становить 4228 осіб.

## Географія
Село Піщанка знаходиться на лівому березі річки Самара в місці впадання в неї річок Піщанка і Підпільна, вище за течією примикає смт Меліоративне, нижче за течією на відстані 4 км розташоване село Новоселівка, на протилежному березі — місто Самар.
Річка в цьому місці звивиста, утворює лимани, стариці і заболочені озера.
Поруч проходять автомобільні дорогиМ04 (E50) і М18 (E105) .

## Історія
Колишня назва — Піщана Самарь. За матеріалом Яворницького існувала одночасно зі Старою Самар'ю, хоча у зв'язку з побудовою Новобогородицької фортеці мав місце певний рух самарського люду вгору річкою у Нову Самарь, Богородицьк й Піщану Самарь. До цих подій була поселенням при козацькому Самарському монастирі, що розташовувався на острові у самарських плавнях на захід від селища.
У 1886 році у слободі мешкало 2210 осіб з 417 дворовими господами. Слобода входила до складу Знаменської волості Новомосковського повіту. У слободі була Архангело-Михайлівська православна церква і школа.
21 травня 1917 у Піщанці відбулося масове проукраїнське політичне зібрання 1800 селян.
Населення Піщанки у 1989 році приблизно становило 4800 осіб.

## Населення

### Мова
Розподіл населення за рідною мовою за даними перепису 2001 року:
| Мова            | Кількість | Відсоток |
| --------------- | --------- | -------- |
| українська      | 3879      | 91.75%   |
| російська       | 333       | 7.88%    |
| вірменська      | 2         | 0.05%    |
| румунська       | 2         | 0.05%    |
| білоруська      | 1         | 0.02%    |
| інші/не вказали | 11        | 0.25%    |
| Усього          | 4228      | 100%     |

## Економіка
- ТОВ «Присамар'я».
- Швейна фабрика.
- Свиноферма.
- Розарій.
- «Піщанка», база відпочинку.

## Об'єкти соціальної сфери
- Школа.
- Дитячий садочок.
- Амбулаторія.
- Будинок культури.

## Релігія
В центрі села знаходиться храм святого Архистратига Михаїла. В даний момент ведеться будівництво нового «Храму Піщанської ікони Божої Матері». Приватна каплиця Серафима Саровського.

## Спорт і відпочинок
Футбольна команда «ФК Камелот» (2009 рік — чемпіон Новомосковського району), готель «GoodZone», велика кількість турбаз.

## Постаті
- Болтушенко Андрій Володимирович (1984—2014) — солдат Збройних сил України, учасник російсько-української війни, загинув при спробі визволення Шахтарська.
- Козирєв Леонід Вікторович (1989—2016) — молодший сержант Збройних сил України, учасник російсько-української війни.
- Петрушенко Дмитро Васильович (1971—2018) — солдат Збройних сил України, учасник російсько-української війни.

## Галерея

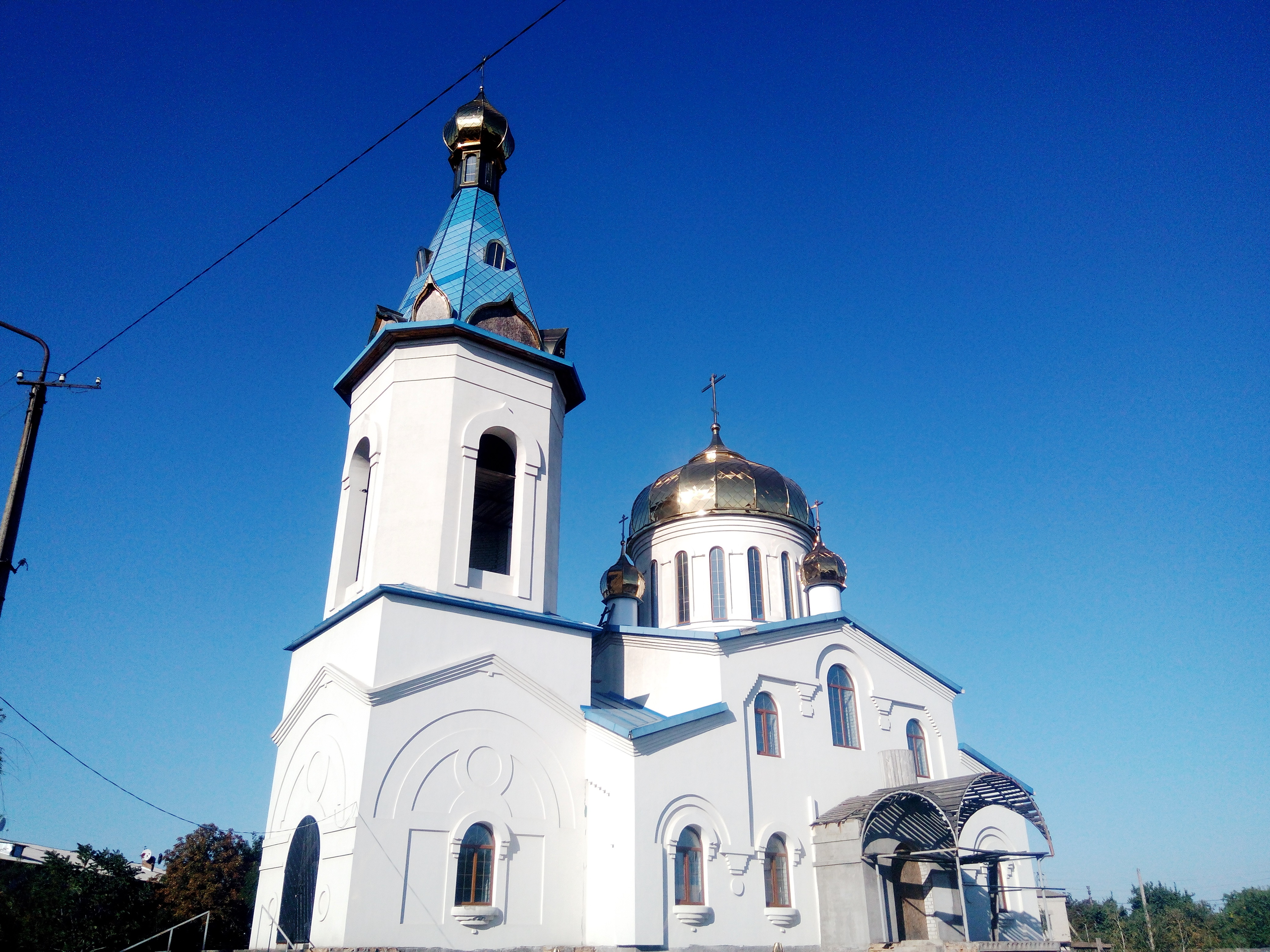
Храм Піщанської ікони Божої матері в стадії будівництва (2020)
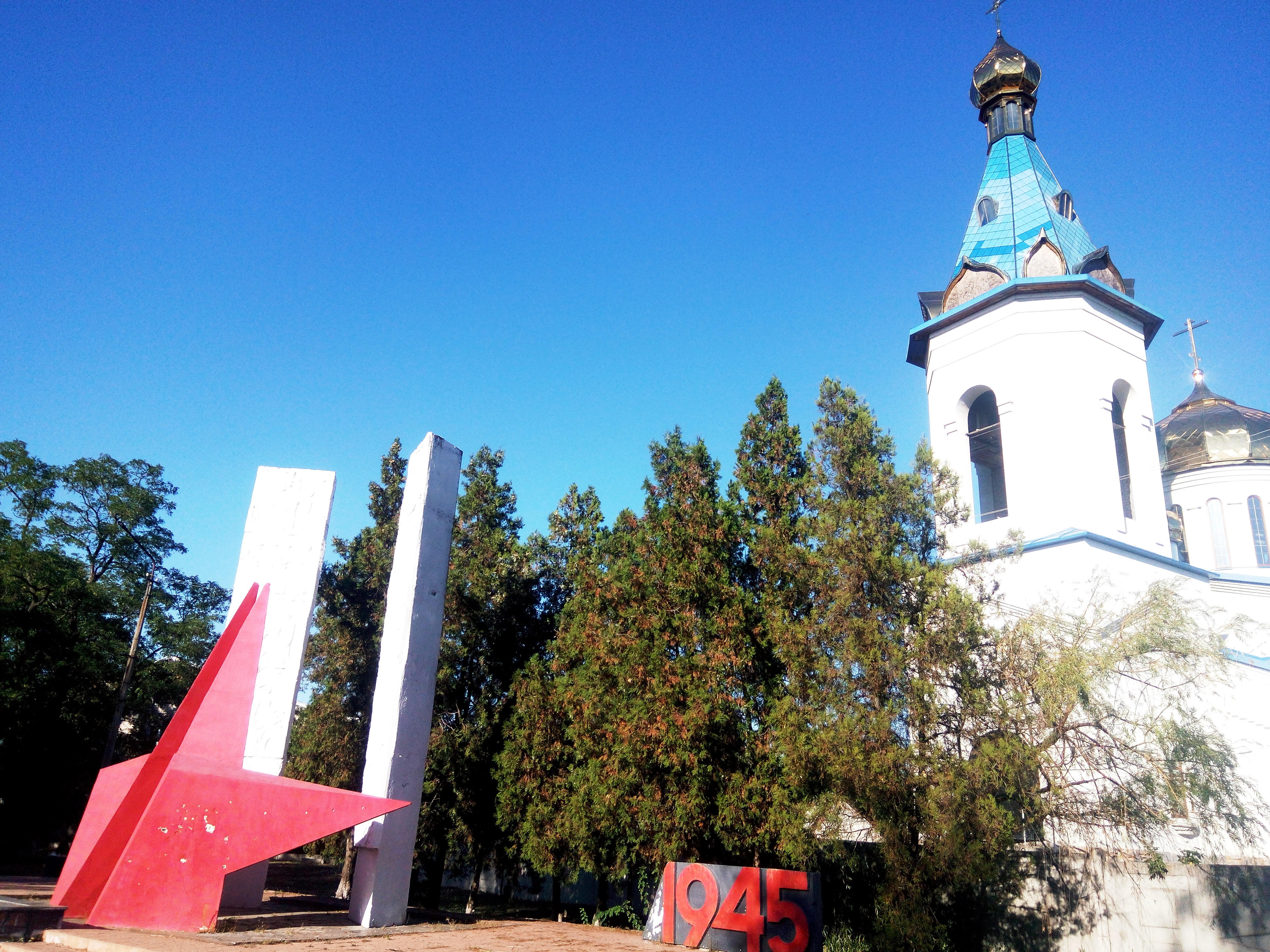
Пам'ятник радянським воїнам
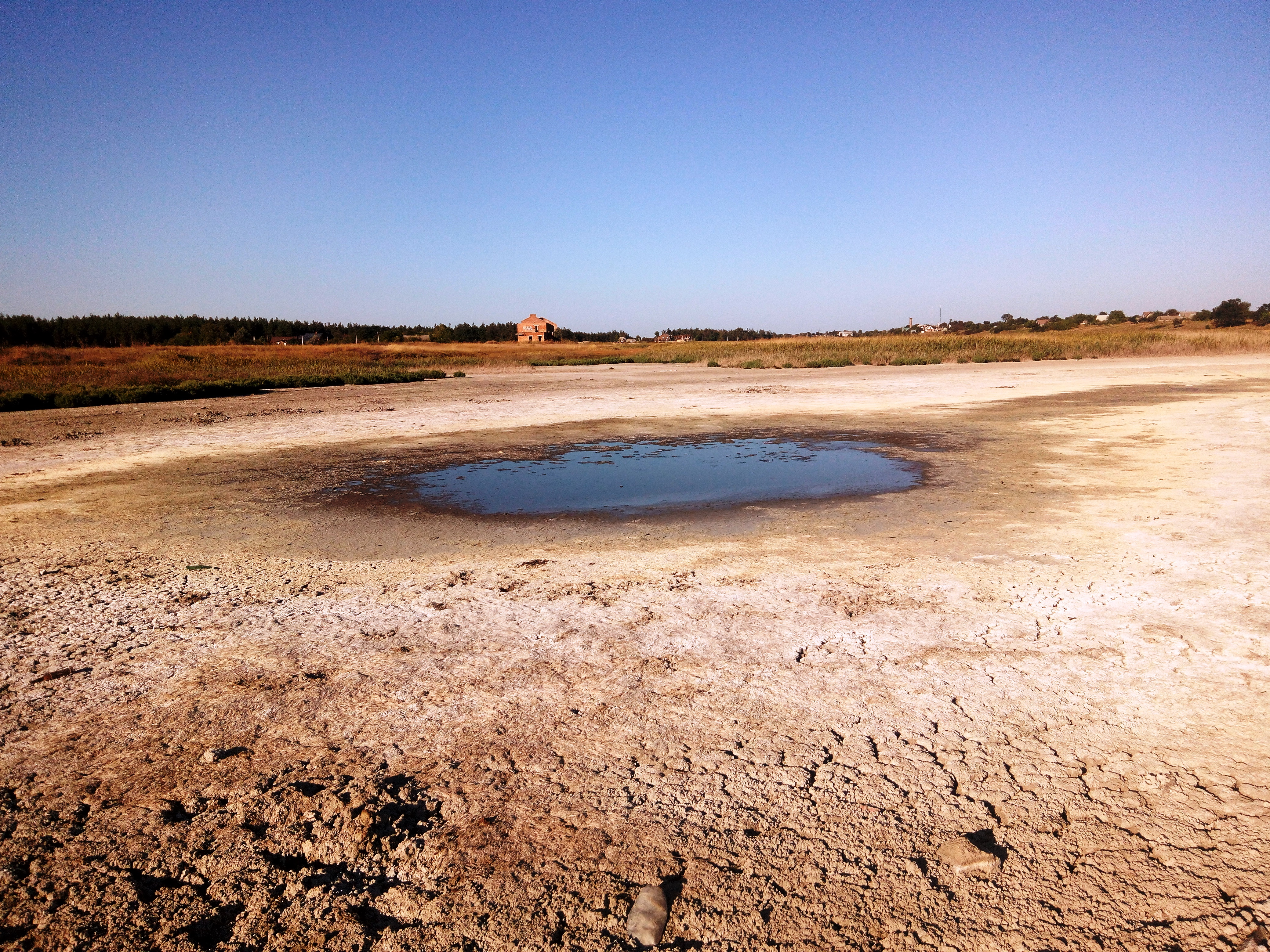
Висохле озеро
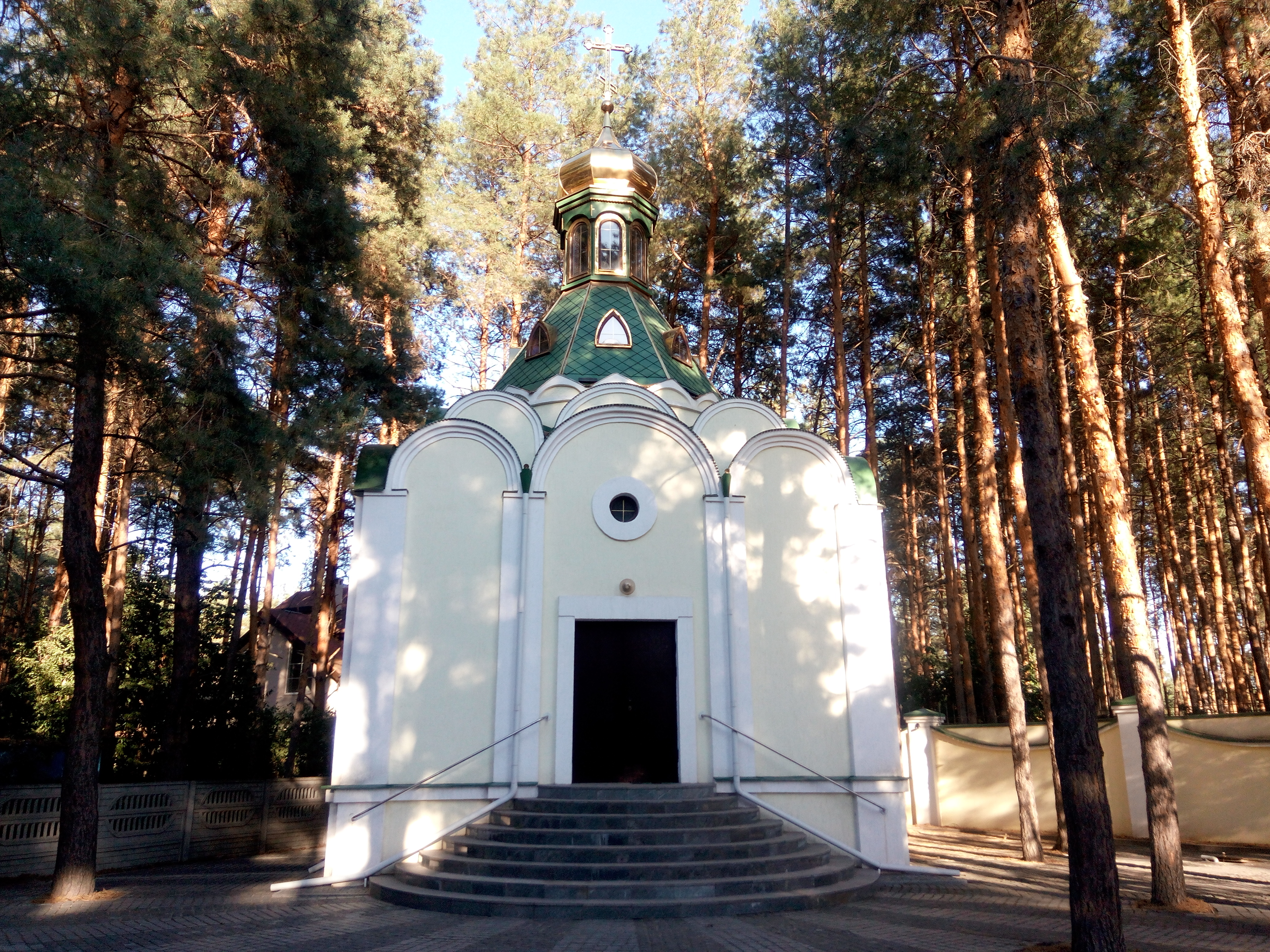
Каплиця в лiсi